# Selatosomus aeneus
Selatosomus aeneus là một loài bọ cánh cứng được tìm thấy ở châu Âu. Ban đầu nó được Linnaeus miêu tả là Corymbites aeneus.

## Hình ảnh

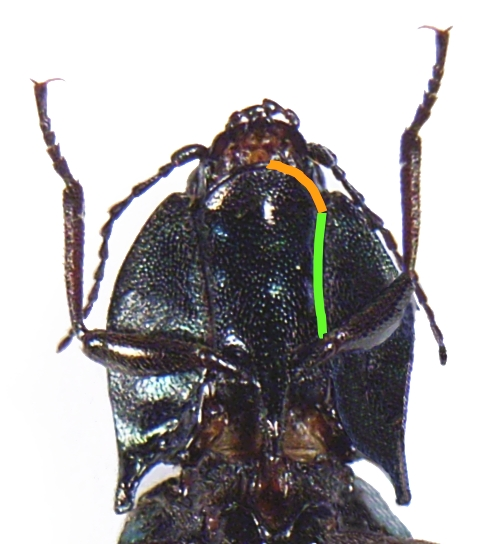
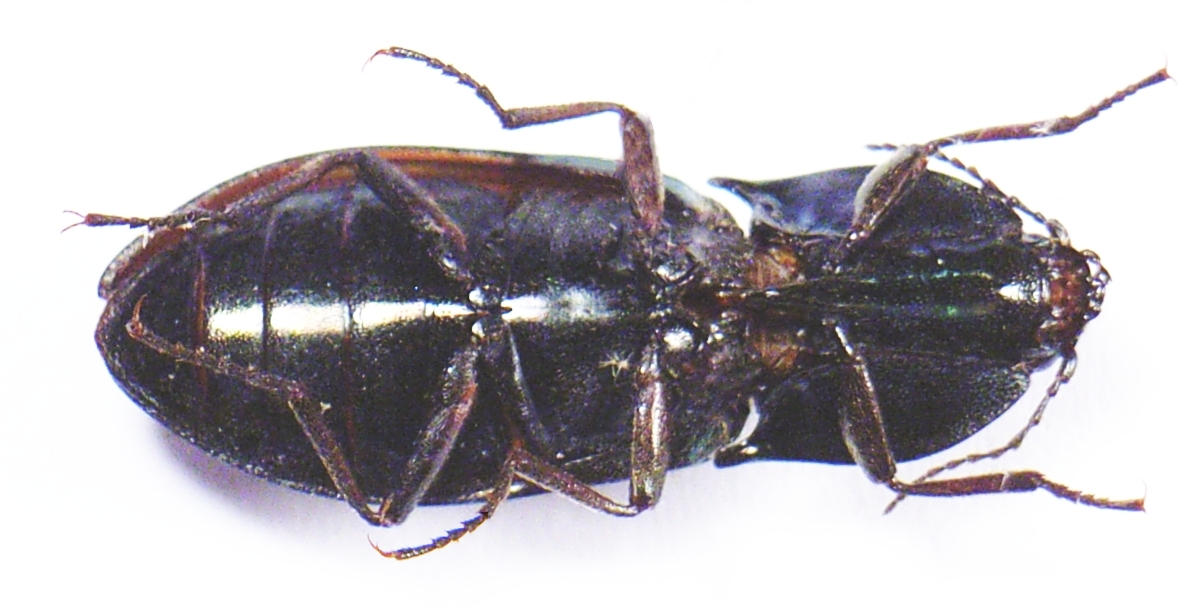
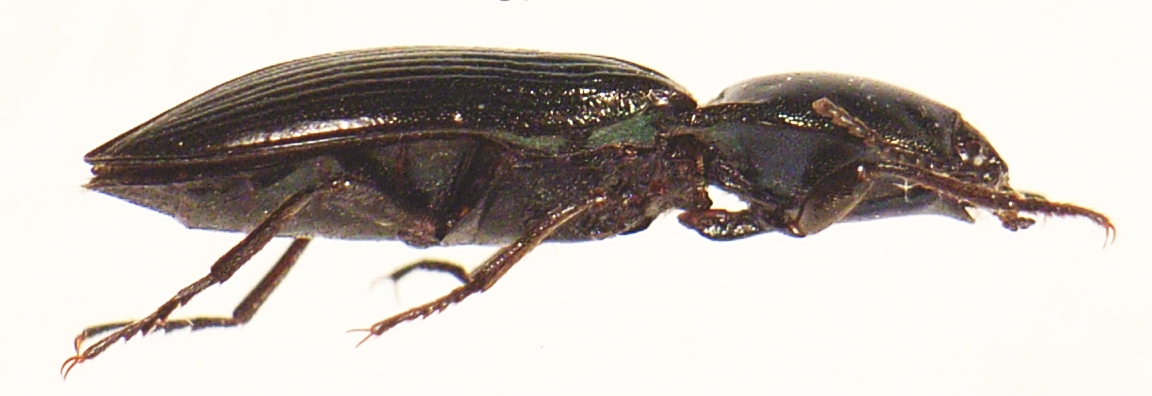
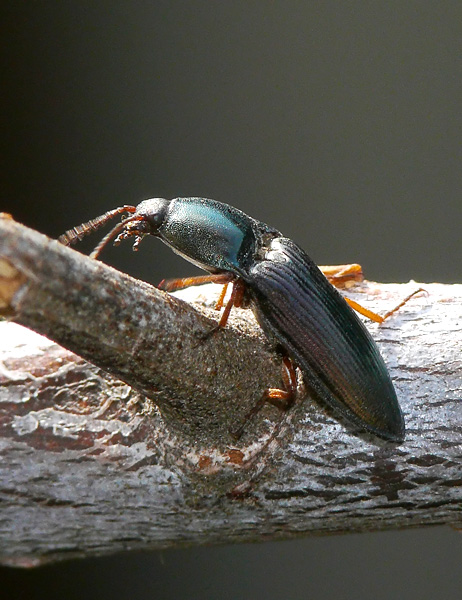